# Aleksandr Kolesow
Aleksandr Andriejewicz Kolesow (ros. Александр Андреевич Колесов, ur. 1 lutego 1922 w chutorze Suchowskij w powiecie chopiorskim w Obwodzie Wojska Dońskiego (obecnie w rejonie niechajewskim w obwodzie wołgogradzkim), zm. 31 lipca 1994 w Moskwie) – radziecki wojskowy, pułkownik, Bohater Związku Radzieckiego (1944).

## Życiorys
Od 1934 mieszkał w miejscowości Ust'-Buzułukskaja (obecnie w rejonie aleksiejewskim w obwodzie wołgogradzkim), do 1939 skończył 7 klas szkoły i kursy radzistów, później pracował jako radzista i pomocnik mechanika kinowego w rejonowym Domu Kultury we wsi Krugłowka (obecnie w rejonie niechajewskim). Od maja 1941 służył w armii jako żołnierz batalionu obsługi lotniska w Kijowskim Specjalnym Okręgu Wojskowym. Od czerwca 1941 uczestniczył w wojnie z Niemcami, walczył na Froncie Południowo-Zachodnim i Południowym w składzie 246 samodzielnej kompanii 253 Dywizji Piechoty, dwukrotnie był lekko ranny. W maju 1942 ukończył zjednoczone kursy doskonalenia kadry oficerskiej wojsk powietrznodesantowych i został dowódcą plutonu rusznic przeciwpancernych w rezerwowym pułku powietrznodesantowym, a od lutego do grudnia 1943 w 8 gwardyjskim pułku powietrznodesantowym. W lutym 1943 wrócił na front, biorąc udział w walkach na Froncie Północno-Zachodnim, od maja do października 1943 na Froncie Centralnym, w październiku 1943 Woroneskim, następnie 1 Ukraińskim. Brał udział w operacji diemiańskiej, bitwie pod Kurskiem, operacji orłowskiej, operacji czernihowsko-prypeckiej i kijowskiej, 23 grudnia 1943 został ciężko ranny i do lutego 1944 leczył rany w szpitalu. 5 października 1943 wyróżnił się podczas walk w rejonie iwankowskim w obwodzie kijowskim. Po wyjściu ze szpitala był pomocnikiem komendantów wojskowych miast Chimki (obwód moskiewski) i Dzierżyńsk (obwód gorkowski), w czerwcu 1946 został zwolniony do rezerwy w stopniu starszego porucznika. Później pracował jako szef działu kadr rejonowego komitetu wykonawczego we wsi Krugłowka, następnie w biurze Ministerstwa Komunikacji Drogowej ZSRR. Od maja 1949 ponownie służył w armii jako dowódca plutonu w batalionie budowlanym, od 1950 pracował w Ministerstwie Obrony ZSRR m.in. jako oficer w Głównym Zarządzie Wojskowo-Budowlanym, w 1959 zaocznie ukończył technikum montażowe, w kwietniu 1974 zakończył służbę wojskową jako pułkownik służby technicznej.

## Odznaczenia
- Złota Gwiazda Bohatera Związku Radzieckiego (10 stycznia 1944[2])
- Order Lenina (10 stycznia 1944)
- Order Wojny Ojczyźnianej I klasy (11 marca 1985)
- Order „Znak Honoru” (22 lutego 1968)
- Medal „Za zasługi bojowe” (30 kwietnia 1954)

I inne.